# Wir schaffen das

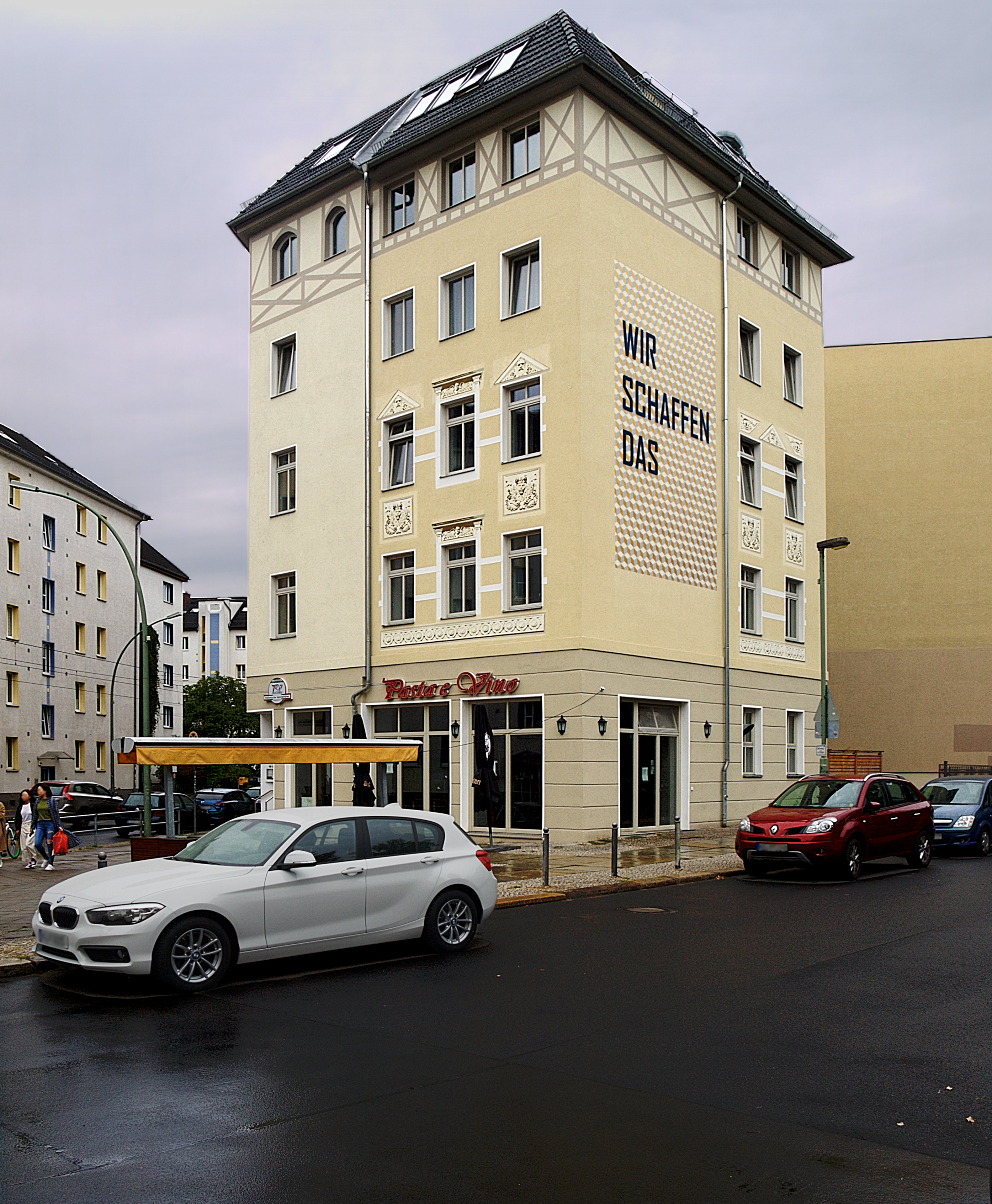
Das Zitat auf einer Hausfassade in Berlin-Mitte

„Wir schaffen das!“ ist ein Ausspruch, den die damalige deutsche Bundeskanzlerin Angela Merkel in der Bundespressekonferenz am 31. August 2015 im Hinblick auf die Flüchtlingskrise in Deutschland 2015/2016 und die zunehmende Aufnahme von Flüchtlingen in Deutschland äußerte und der seitdem in den Medien und in der politischen Auseinandersetzung weitreichenden Widerhall gefunden hat. Er gilt als Kern-Slogan bzw. Soundbite der „neuen Willkommenskultur“ und begründete die damalige Flüchtlingsdebatte. Sie wiederholte den später vielfach kritisierten Satz mehrmals, unter anderem beim CDU-Bundesparteitag am 14. Dezember 2015.
Das Zitat aus der Bundespressekonferenz vom 31. August 2015 (die sogenannte Sommerpressekonferenz der Bundesregierung) ist in der Folge immer wieder verkürzt wiedergegeben worden. Wörtlich sagte die Bundeskanzlerin nach der Aufzählung von gemeinsam durch Bund, Länder und Kommunen bewältigten historischen Momenten der Bundesrepublik: „Ich sage ganz einfach: Deutschland ist ein starkes Land. Das Motiv, mit dem wir an diese Dinge herangehen, muss sein: Wir haben so vieles geschafft – wir schaffen das! Wir schaffen das, und dort, wo uns etwas im Wege steht, muss es überwunden werden, muss daran gearbeitet werden. Der Bund wird alles in seiner Macht Stehende tun - zusammen mit den Ländern, zusammen mit den Kommunen -, um genau das durchzusetzen.“
Mitte September 2016 relativierte Merkel angesichts deutlicher Verluste ihrer Partei bei den Wahlen zum Landtag in Mecklenburg-Vorpommern und zum Abgeordnetenhaus von Berlin sowie des Aufkommens der AfD erstmals diesen Satz.

## Verwendung des Ausspruchs

### Verwendung vor Angela Merkel
Bereits am 22. August 2015, also vor der ersten Verwendung durch Angela Merkel, hatte der SPD-Vorsitzende und Vizekanzler Sigmar Gabriel die Formulierung „Wir schaffen das“ im Zusammenhang mit der Flüchtlingspolitik der Großen Koalition gebraucht. Gabriel konkretisierte das von ihm damit angestrebte Ziel folgendermaßen: „Frieden, Menschlichkeit, Solidarität, Gerechtigkeit: Das zählt zu den europäischen Werten. Jetzt müssen wir sie unter Beweis stellen. Ich bin sicher, wir schaffen das.“

### Verwendung durch Angela Merkel
Am 31. August 2015 sagte Merkel den Satz erstmals: „Ich sage ganz einfach: Deutschland ist ein starkes Land. Das Motiv, mit dem wir an diese Dinge herangehen, muss sein: Wir haben so vieles geschafft – wir schaffen das! Wir schaffen das, und dort, wo uns etwas im Wege steht, muss es überwunden werden, muss daran gearbeitet werden. Der Bund wird alles in seiner Macht Stehende tun – zusammen mit den Ländern, zusammen mit den Kommunen –, um genau das durchzusetzen.“
Der Satz wurde von Merkel teilweise auch leicht erweitert verwendet. So sagte sie auch: „Wir haben schon so viel geschafft, wir schaffen das!“ Bei der Neujahrsansprache am 31. Dezember 2015 erklärte sie: „Wir schaffen das, denn Deutschland ist ein starkes Land“.
Nach den vermutlich islamistisch motivierten Anschlägen in Würzburg und Ansbach im Juli 2016 unterbrach Merkel ihren Sommerurlaub für eine Pressekonferenz, in der sie ihren Satz wiederholte und einen Neun-Punkte-Plan vorstellte, mit dem vor allem für mehr Sicherheit vor Terroranschlägen gesorgt werden soll. Sie erweiterte den Satz um Hinweise auf die veränderte politische Weltlage „in Zeiten der Globalisierung“.

### Aufgreifen durch Presse, Politik und Wissenschaft
Der Satz „Wir schaffen das“ wurde von Teilen der Medien sehr schnell als positives Signal in der Flüchtlingspolitik Deutschlands rezipiert. So schrieb der Journalist Georg Diez in seiner Kolumne in der Zeitschrift Der Spiegel die Überschrift „Ja, wir schaffen das“. Die Holocaust-Überlebende Ruth Klüger bezeichnete bei der Gedenkstunde zum Tag des Gedenkens an die Opfer des Nationalsozialismus im Bundestag den Satz als einen „schlichten und dabei heroischen Slogan“. Auch leichte Abwandlungen des Satzes wurden in der Presse genutzt, um Merkels Satz zu unterstützen. So lautete im Januar 2016 die Überschrift des Journalisten Walter Wüllenweber im Stern: „Obergrenze – das schaffen wir nicht.“
Die Phrase wurde in der Presse und bei anderen Gelegenheiten auch vielfach abgewandelt. Der Journalist Hans-Georg Damerau verwendete die Überschrift „Flüchtlingspolitik – ‚Wir schaffen das nicht‘“, um Merkels Flüchtlingspolitik zu unterstützen, da ein „Wir schaffen das nicht“ keine Option sei. Der Journalist Thomas Seifert schrieb in einem Leitartikel in der Wiener Zeitung: „Wir müssen das schaffen“. Der Friedensforscher Egbert Jahn verwendete bei den Frankfurter Montags-Vorlesungen im November 2015 den Titel „Wir schaffen das (nicht)! – Die Ratlosigkeit der deutschen und europäischen Flüchtlingspolitik“, um auf die Flüchtlingspolitik in Europa einzugehen.
Zum Jahrestag des Satzes schrieben Roland Schulz und Rainer Stadler im Süddeutsche Magazin: „Seit einem Jahr beschäftigt Deutschland diese Frage – eine Glaubensfrage: Wir schaffen das, Wir schaffen das, Wir schaffen das nicht!, Warum wir das schaffen müssen, Schaffen wir das?, oder Wir schaffen das – aber so nicht heißen die entsprechenden Buchtitel. Parteitage, Talkrunden, Ministerien, Leitartikler haben sich an der Frage abgearbeitet, Wirtschaftsverbände, Kirchen, Gewerkschaften, ebenso die ganz große Politik.“
Ebenfalls ein Jahr nach der ersten Äußerung des Slogans forderte der Wiener Religionssoziologe Paul Michael Zulehner angesichts der im Sommer 2016 verstärkt anzutreffenden Angst vor Anschlägen, die nach Ansicht Zulehners häufig von Verantwortungsträgern noch zu einer Politik der Angst gesteigert werde, eine Politik des Vertrauens. Die Überwindung von Angst sei möglich, wenn Engagement und bereitgestellte Mittel durch politische Bildung unterstützt würden, die u. a. aufdecke, dass jede Religion mit Gewalt verbunden worden sei und immer noch werde, das Christentum ebenso wie der Islam. Aber oft könnten Zulehner zufolge Argumente eine Politik des Vertrauens nur wenig befördern. „Heilsamer sind Begegnungen“, meint Zulehner.
Bundespräsident Joachim Gauck meinte im August 2016: „Ich mag mir eine Regierungschefin nicht vorstellen, die vor das Volk tritt und sagt, wir schaffen das nicht. Also, warum sollte man eine solche Person wählen? […] Das Land ist nicht in einem Zustand wie ein sinkendes Schiff, es ist noch nicht mal in einem Zustand eines schweren Orkans, sondern es sind Böen, die uns schütteln, und es sind Böen, die die Gesellschaft auch ein wenig durcheinanderbringen.“
Hugo Müller-Vogg titelte bei Huffpost am 31. August 2016 „Der Realitätscheck – was wir bisher geschafft haben und was nicht“ und nahm im Artikel Bezug auf den Ausspruch.
In ihrer sprachwissenschaftlichen Arbeit untersucht Doris Sava den Ausspruch als Beispiel eines Internet-Memes.
Die Focus-Online Korrespondentin Martina Fietz schrieb Ende August 2017: „Diese Formulierung dürfte in jeder Biografie der Kanzlerin auftauchen, denn sie steht – aus heutiger Sicht – für die umstrittenste Entscheidung ihrer Kanzlerschaft.“ und „Merkel wiederholte ihr ‚Wir schaffen das‘ anfangs mit der Ergänzung, Deutschland sei ein starkes Land. Im Herbst vergangenen Jahres aber räumte sie in einem Interview ein, dass sie den Satz kaum wiederholen möge, weil zu viel in ihn hineininterpretiert worden sei. Er habe sich zu einer ‚unergiebigen Endlosschleife‘ entwickelt. Ihre Politik hat sich zwischenzeitlich ohnehin verändert.“
Im Dezember 2018 bilanzierte der BDA-Präsident Ingo Kramer, dass Bundeskanzlerin Angela Merkel mit ihrem Satz: „Wir schaffen das“ recht behalten habe. Überraschend schnell hätten viele Flüchtlinge (nämlich ca. 400.000) in Deutschland einen Arbeits- oder Ausbildungsplatz erhalten. Die meisten jungen Migranten könnten nach einem Jahr Unterricht so gut Deutsch, dass sie dem Berufsschulunterricht folgen könnten, und die große Mehrheit der erwerbstätigen Flüchtlinge arbeite in sozialversicherungspflichtiger Beschäftigung.
Am 22. Juni 2020 strahlte die ARD den Dokumentarfilm Angela Merkel: Wir Schaffen das – Ein Satz und die Folgen aus. Im Film wird versucht, eine Verbindung zwischen der Flüchtlingskrise 2015/2016 und der COVID-19-Pandemie in Deutschland herzustellen.

### Distanzierung Merkels von ihrem Ausspruch
Mitte September 2016, kurz vor der Wahl zum Abgeordnetenhaus von Berlin, distanzierte sich Merkel in einem Interview der Wirtschaftswoche von dem Satz. Sie verstehe die Skepsis in der Bevölkerung über den Satz und sagte: „Er ist Teil meiner politischen Arbeit, weil ich davon überzeugt bin, dass wir ein starkes Land sind, das auch aus dieser Phase gestärkt herauskommen wird. Er ist Ausdruck einer Haltung, wie sie sicher viele aus ihrem beruflichen und privaten Leben kennen. Manchmal denke ich aber auch, dass dieser Satz etwas überhöht wird, dass zu viel in ihn geheimnist wird. So viel, dass ich ihn am liebsten kaum noch wiederholen mag, ist er doch zu einer Art schlichtem Motto, fast zu einer Leerformel geworden.“ Sie stellte klar: „So war er natürlich nie gemeint, sondern anspornend, dezidiert anerkennend. Und zwar weil ich genau weiß, dass wir alle in unserem Land gemeinsam sehr viel zu schultern haben, aber dass sich das in den übertrieben oft wiederholten drei Wörtern nicht sofort abbildet.“
Bei der Wahl zum Abgeordnetenhaus von Berlin am 18. September 2016 erhielt die CDU nur 17,6 % der Stimmen (nach 23,3 % fünf Jahre zuvor).
Am Tag nach der Wahl äußerte Merkel, ihr Satz „Wir schaffen das“ habe sich zu einer „unergiebigen Endlosschleife entwickelt“, und er sei nicht ausreichend gewesen, um die Probleme zu beschreiben, die mit der Aufnahme der Flüchtlinge verbunden seien. Sie wolle ihn deshalb nicht mehr wiederholen.
Stattdessen sagte sie in einer Pressekonferenz der CDU am 19. September 2016: „Wir werden aus dieser Phase besser herauskommen, als wir hineingekommen sind.“

### Merkel über „Wir schaffen das“ bei der Regierungserklärung 2018
Bei der Regierungserklärung im März 2018 sagte Merkel über „Wir schaffen das“: „Der Streit um diesen eigentlich so banalen Satz steht seither gerade symptomatisch dafür, was unser Land und wir gemeinsam schaffen können und vor allem auch, was wir gemeinsam schaffen wollen.“ Merkel zeigte sich bei der Rede nachdenklich mit Blick auf ihre Flüchtlingspolitik.

## Kritik
Der Ausspruch war relativ früh Gegenstand von Kritik an Merkels Flüchtlingspolitik, z. B. durch Umwandlung des Satzes in sein Gegenteil („Wir schaffen das nicht“), um vorzubringen, dass Deutschlands Aufnahmekapazitäten erschöpft seien. Am 11. September 2015 zitierte Spiegel Online die Antithese zu dem Satz aus dem Mund Horst Seehofers, damals bayerischer Ministerpräsident: „Ich sehe keine Möglichkeit, den Stöpsel wieder auf die Flasche zu kriegen.“
In einem Gemeinschaftsartikel von zehn Spiegel-Autoren vom 19. September 2015 findet sich die Formulierung: „Schaffen wir das? Sicher ist, dass Merkel unterschätzt hat, welchen Sog ihre Worte auslösen würden, wie sehr sich Menschen nun angelockt fühlen von dem Versprechen eines besseren Lebens in Deutschland.“
Anfang Oktober sagte Innenminister Thomas de Maizière (CDU): „Wir schaffen das nicht ohne Weiteres – das ist schon eine große Anstrengung.“ Als radikaler Gegner der Flüchtlingspolitik Merkels rief der brandenburgische AfD-Landesvorsitzende Alexander Gauland in einer Rede am 7. Oktober 2015 bei der Erfurter Mittwochsdemonstration des Thüringer Landesverbands der AfD unter großem Beifall von etwa 8.000 versammelten Anhängern „Wir wollen das gar nicht schaffen!“ und forderte den Rücktritt der Bundeskanzlerin.
Im Oktober 2015 sagte auch der Oberbürgermeister von Tübingen Boris Palmer (Die Grünen) „Wir schaffen das nicht“ und plädierte für eine Obergrenze bei der Aufnahme von Flüchtlingen („Unter den jetzigen Bedingungen, wo täglich 10.000 Flüchtlinge nach Deutschland kommen, schaffen wir das nicht.“).
Der Journalist Alexander Marguier schrieb in der Zeitschrift Cicero, Merkel sei eine „Sprücheklopferin“. Kritiker variierten Merkels Satz auch. FAZ-Herausgeber Berthold Kohler schrieb im Oktober 2015: „Wir schaffen das, ich kann nicht anders“. Der Journalist Theo Sommer wählte am 26. Januar 2016 in seiner Kolumne in der Wochenzeitung Die Zeit die Überschrift: „Merkels ‚Wir schaffen das‘ überzeugt nicht mehr“.
Hans-Peter Uhl (CSU), von 1998 bis 2017 Bundestagsabgeordneter, sagte im Januar 2016: „Wir schaffen das so nicht“.
Peter Tomaschko (CSU), Landtagsabgeordneter in Bayern, sagte im Januar 2016: „Wir schaffen das nicht mehr“.
Die Online-Ausgabe Mannheimer Morgen schrieb im Januar 2016: „Wir schaffen das – aber nicht so“.
Sigmar Gabriel (damals Bundesvorsitzender der SPD) sagte 2016 im Sommerinterview des ZDF, es reiche nicht, ständig zu sagen, wir schaffen das. Vielmehr müssten die Voraussetzungen geschaffen werden, ‚dass wir es auch hinkriegen‘ – das aber habe die CDU/CSU ‚immer blockiert‘.
Im August 2017, kurz vor der Bundestagswahl 2017, sagte der SPD-Kanzlerkandidat Martin Schulz, es reiche nicht zu sagen, „wir schaffen das“. Man müsse dann auch die Voraussetzungen dafür schaffen. Schulz forderte deshalb eine politische Strategie, die auf staatlicher Seite Einwanderung dauerhaft und stabil regele.
Der Journalist Mathias Müller von Blumencron schrieb im August 2019, Merkels Satz habe Deutschland gespalten. Eine säkulare Gesellschaft habe Schwierigkeiten, sich auf ein „Ich kann nicht anders“ lutherischer Prägung einzulassen, was Merkel möglicherweise empfunden habe.

## Sprachliche Analyse und Kritik
Der Satz wurde in Nähe zu Barack Obamas „Yes we can“ (2008) gesehen. Bundeskanzler Helmut Kohl sagte 1990 im Bezug auf die Deutsche Einheit „Wir werden es schaffen“.
Kohls Ausspruch verwendet das Futur, Merkels Satz „Wir schaffen das“ Präsens.
Allen drei Sätzen ist gemeinsam, dass ein konkretes Objekt und eine genaue Bestimmung der Wir-Gruppe fehlen: Wer genau gehört zur Wir-Gruppe? Insbesondere, als Merkel später ihren Ausspruch wiederholte und dabei ergänzte: „Ich habe nicht gesagt: Wir schaffen das alleine.“ Wer sind „wir alleine“, die „das“ nicht schaffen? Und was genau werden „wir“ schaffen bzw. können „wir“? Der FDP-Vorsitzende Christian Lindner kritisierte dies so: „Es fehlt: Was schaffen wir? Es fehlt: Wie schaffen wir das? Und es fehlt: Wer schafft das?“
Nils Minkmar schrieb im Spiegel: „Wer sind wir, wenn alle Grenzen offen sind, wenn die Kanzlerin auch für Syrer zuständig ist? Diese Frage unterminiert die Wirkung des schönen Satzes ‚Wir schaffen das!‘ Denn vielen wertkonservativen Deutschen – darunter sind übrigens keineswegs nur Wähler der Union, sondern auch viele Grüne und Sozialdemokraten – ist nicht mehr spontan verständlich, wer dieses ‚Wir‘ eigentlich sein soll. Und ein beschwörender, aufmunternder Satz, der sein Subjekt verliert, ist wirkungslos.“
Einen Versuch, das pauschale Objekt „das“ zu konkretisieren und zu differenzieren, unternahm Walter Wüllenweber aus Anlass des ersten Jahrestags der ersten Erwähnung des Slogans im August 2016: „Deutschland macht Fortschritte bei der Unterbringung der Flüchtlinge, bei der Verwaltung und in der Schulbildung. Die ehrenamtliche Hilfe aus der Zivilgesellschaft wird immer professioneller. All das schafft Deutschland. Nur das Abschieben abgelehnter Asylbewerber, das schaffen wir nicht.“
Im August 2018 bilanzierte Wüllenweber: „Wir haben viel geschafft: Drei Jahre nachdem Deutschland Flüchtlinge aus Ungarn ins Land ließ, fällt die Bilanz erstaunlich positiv aus. Es gibt viel zu tun, aber eine Krise gibt es nicht.“ Allerdings bleibe, so Wüllenweber, Abschiebung (wie bereits 2016) „ein großes, ungelöstes Problem“.
Es wurde auch auf die Übereinstimmung von Angela Merkels Satz mit der deutschen Übersetzung des Namens der in Spanien seit 2012 auftretenden linkspopulistischen Partei Podemos hingewiesen. Dieser Zusammenhang war Merkel wahrscheinlich nicht bewusst und er spielt in der Debatte um ihr Zitat keine Rolle.

## Umfragen zu „Wir schaffen das“ ab 2017

### 2017
Die Welt veröffentlichte am 1. September 2017 eine Umfrage zu „Wir schaffen das“. 55,8 % der Befragten sahen „Wir schaffen das“ als nicht zutreffend oder gar nicht zutreffend. Wobei 38 % gar nicht zutreffend sagten. 37,2 % bezeichneten „Wir schaffen das“ als eher zutreffend oder völlig zutreffend. Bei der Umfrage gab es erhebliche Unterschiede in den Antworten nach Alter, West- und Ostdeutschland und bei der Anhängerschaft verschiedener Parteien. Nur bei der Anhängerschaft der Union mit 56,5 % und der Grünen mit 68,5 % war die Mehrheit der Meinung, der Spruch treffe zu. Bei allen anderen Parteien war die Mehrheit der Anhängerschaft der Meinung nicht zutreffend oder gar nicht zutreffend. Bei der Linken waren 47,3 %, bei SPD 51,7 %, bei FDP 58,2 % und AfD 96,9 % der Anhängerschaft ablehnend. Je älter die Befragten sind, desto eher bewerten sie Merkels Aussage heute als „nicht zutreffend“. In Ostdeutschland bewerteten 63 % der Befragten „Wir schaffen das“ mit „nicht zutreffend“, in Westdeutschland waren es 53,6 %.

### 2018
Die Online-Ausgabe der „Süddeutschen Zeitung“ forderte im August 2018 ihre Leser auf, ein Fazit zu „drei Jahren ‚Wir schaffen das‘“ zu ziehen. Die Redakteure veröffentlichten auf der Seite der Redaktion einen „hervorgehobene[n] Kommentar“ eines Lesers vom 24. August 2018. Der Autor bewertet positiv, dass die vielen Asylanträge im Einklang mit der Genfer Flüchtlingskonvention hätten bearbeiten werden können, dass Deutschland in Sachen Integration auf einem guten Weg sei, insbesondere, dass viele Flüchtlinge bezahlte Arbeit gefunden hätten. Der Balkankonflikt der 1990er Jahre lehre, dass generell viele Geflüchtete in ihre Heimat zurückkehrten, sobald dort Frieden herrsche. Alles zu Erledigende sei in Angriff genommen worden. Nicht gelungen sei es allerdings zu verhindern, dass einige Politiker „durch Hetze Stimmung“ machten, und zu bewirken, dass alle den Leitsatz des Grundgesetzes („Die Würde des Menschen ist unantastbar.“) verinnerlicht hätten.
Dem ARD-Deutschlandtrend vom September 2018 zufolge hielt eine Mehrheit der Befragten in Deutschland die Flüchtlingspolitik der Bundesregierung nicht für gelungen. Diese Meinung äußerten
- 50 Prozent im Hinblick auf die Unterbringung und Verteilung der Flüchtlinge
- 69 Prozent im Hinblick auf die Vorbeugung von Gewalt und Kriminalität
- 69 Prozent im Hinblick auf die Integration der Flüchtlinge in den Arbeitsmarkt
- 83 Prozent im Hinblick auf die Abschiebung abgelehnter Asylbewerber.

Darüber hinaus meinten 49 Prozent der Befragten, die Bundesregierung (Kabinett Merkel IV - Union und SPD) nehme Sorgen zum Thema Zuwanderung nicht ernst. Von den in den neuen Bundesländern Befragten meinten dies 66 %.

## Weitere Verwendungen und Anspielungen

### Verwendung bei Angela Merkels Rede beim Politischen Aschermittwoch 2018
Angela Merkel beendete ihre Rede beim Politischen Aschermittwoch der CDU in Demmin am 14. Februar 2018 mit dem Satz „Ich bin überzeugt, wir schaffen das“, womit sie sich auf die schleppende Regierungsbildung bezog. Es war das erste Mal seit dem Sommer 2016, dass Merkel den Satz verwendete.

### Verwendung von Beatrix von Storch nach Amokfahrt in Münster am 7. April 2018
Beatrix von Storch, stellvertretende Fraktionsvorsitzende der Bundestagsfraktion der AfD, bezeichnete in einem Twitterbeitrag den Täter der Amokfahrt in Münster am 7. April 2018 als „Nachahmer islamischen Terrors“. Zuvor hatte sie das Merkel-Zitat „Wir schaffen das“ in Versalien mit einem wütenden Emoticon getwittert und die Tat so in Zusammenhang mit der Flüchtlingspolitik gestellt. Bei der Amokfahrt waren vier Menschen getötet und zahlreiche weitere verletzt worden. Der Generalsekretär der CSU Markus Blume forderte daraufhin von Storch auf, ihr Bundestagsmandat aufzugeben. Auch vom AfD-Vorsitzenden Jörg Meuthen wurde von Storch kritisiert.

### Anspielungen im Zuge des vermeintlichen „BAMF-Skandals“ im Juni 2018
Im Juni 2018 während des vermeintlichen Skandal um manipulierte Asylverfahren bzw. die möglicherweise fehlerhafte Arbeit beim Bundesamt für Migration und Flüchtlinge (BAMF) schrieb Bild am 2. Juni 2018 „Mit diesem BAMF schaffen wir das nicht“ und die Süddeutsche Zeitung titelte zum BAMF am 3. Juni 2018 „Sie schaffen das nicht“.

### Verwendung bei Angela Merkels Regierungserklärung zur COVID-19-Pandemie im März 2021
Angela Merkel beendete ihre Regierungserklärung am 25. März 2021 zur COVID-19-Pandemie in Deutschland mit dem Satz „Wir werden dieses Virus besiegen. Und deshalb bin ich ganz sicher, dass wir das schaffen werden.“ Bereits zuvor wurde medial eine Parallele zwischen Merkels Aufruf nach mehr Flexibilität und ihrer Sprache zur Zeit der Flüchtlingskrise gezogen.

## Zehnter Jahrestag
Zum zehnten Jahrestag traf Merkel fünf Geflüchtete aus dem Iran, Syrien und Afghanistan bei der Sendung WDRforyou. Merkel sagte u. a.: „Wir sprechen oft über diese Menschen, die damals zu uns kamen, aber selten mit ihnen. Wenn ich nach 2015 zurückgehen würde, würde ich den Satz wieder so sagen. Aber wenn ich nach 2013 zurückkehren könnte, dann würde ich alles tun, um die Flüchtlinge im Libanon stärker zu unterstützen und zugleich legale Fluchtwege nach Europa schaffen. Damit am Ende wir entscheiden, wer einreist, und nicht die Schlepper.“
Zur Sommerpressekonferenz 2025 mit dem Bundeskanzler wurde von Friedrich Merz nach dem Bezug auf die Pressekonferenz mit Angela Merkel vor 10 Jahren konstatiert, „dass wir es offenkundig nicht geschafft haben“.